# ミクシンスキーの演算子法
ミクシンスキーの演算子法（えんざんしほう、Mikusinski's operational calculus）は、ヤン・ミクシンスキーによる演算子法の数学的正当化の試みである。完全に形式的な記号操作でしかなかったヘヴィサイドの演算子法は、その後、ラプラス変換などを用いて部分的にその数学的正当性を保証されるようになったが、それには極限操作などの解析的な手法が必要となるため、形式的操作としての演算子法の簡便さは逆に失われることとなった。1951年に著されたミクシンスキーによる方法は、代数的な手法により、記号操作としての演算子法の特性を再び獲得することを可能にした。

## 畳み込み代数
実数直線内の半開区間 [0,∞) 上で定義された複素数値連続函数全体の成すベクトル空間
{\displaystyle {\mathcal {C}}=C([0,\infty );\mathbb {C} );}
{\displaystyle {\begin{aligned}f+g&:=\{f(x)+g(x)\},\\\alpha f&:=\left\{\alpha f(x)\right\},\end{aligned}}\quad (f,g\in {\mathcal {C}},\alpha \in \mathbb {C} )}
がミクシンスキーの演算子法の基盤である。ここではミクシンスキーに従って、この空間の元としての函数を {f(x)} または f と書くことにし、f の x における値 f(x) とは区別して考える（変数を省略する記法を使った場合は、本項では一般に x を変数とするものと約束する）。この空間に積を
{\displaystyle fg:=\{f(x)*g(x)\}=\left\{\int _{0}^{x}f(x-\xi )g(\xi )d\xi \right\}}
で定めると、単位元を持たない畳み込み代数が定まる。実際、この積は函数の畳み込みと呼ばれるもので、可換律・結合律を満たすが、単位元を持たない。もし単位元 δ が存在するならば、
{\displaystyle f=f\delta =\left\{\int _{0}^{x}f(x-\xi )\delta (\xi )d\xi \right\}}
を満たすはずだが、右辺は x = 0 のとき 0 となるから、f(0) ≠ 0 なる f についてはこれは成立しない。すなわち、畳み込み積の単位元は（もし存在するならば）デルタ函数として振る舞わなければならないが、そのような元は連続函数の成す空間には存在しない。
なお、Cは畳み込み積において可換環となるが、単位元ではない。
この代数の元は連続函数だが、積が畳み込みで定義されていることにより、積分作用素を含むと考えることができる。実際、定数函数 l = {1} は
{\displaystyle lf=\left\{\int _{0}^{x}f(\xi )d\xi \right\}}
を満たすから、この代数における左からの積を作用
{\displaystyle {\mathcal {C}}\curvearrowright {\mathcal {C}}\colon {\mathcal {C}}\times {\mathcal {C}}\to {\mathcal {C}};\;(\varphi ,f)\mapsto \varphi f}
と考えるときの、作用素 φ として l は積分演算子である。このときさらに、積分演算子 l の逆元として微分演算子を考えたいとしても、畳み込みに関する単位元が存在しないため、このままではうまくいかない。なお、ここでのｌは、x≧0で、１；x<0では０なので、不連続関数であり、ヘビサイド関数Ｙ（x）と書かれることもある。

## 演算子の体
重要なことは、先ほどの非単位的かつ結合的な可換代数が畳み込み積に関する零因子を持たないこと（ティッチマーシュの定理）である。これにより、代数学において一般に商体と呼ばれる構成を行うことができる。
{\displaystyle {\mathcal {L}}=\mathrm {Frac} ({\mathcal {C}})=\left\{{\frac {f}{g}}=f/g\mid f,g\in {\mathcal {C}}\right\}.}
右辺で記号的に分数として f/g のように書いたものは、ここでの商体の構成に従った「畳み込み "∗" に関する商」となるべきものであって、他によくあるような、例えば値の商としてのもの（つまり、(f/g)(x) := f(x)/g(x) と定めるもの）とは異なるということに注意すべきである。
このようにして得られた体には、もともとの代数に属していた連続函数とともに、それ以外の、函数ですらないもの（しかし、台が下に有界なシュワルツ超函数としては解釈できる）がたくさん含まれることから、ミクシンスキーはこの体の元を operator と総称した（ミクシンスキー演算子）。特に、この演算子の体の元としての単位元 δ := l/l は、Y(x)の微分であって、関数ではなく、Diracのデルタ関数である。この関数は在来の微積分では理解できない。また、微分演算子であるべき、そして実際に微分演算子と呼ぶにふさわしい積分演算子の逆元 s = δ/l の存在がある。後者については、このような純代数的な方法によって論理的に保証される。
{\displaystyle \mathbb {C} \ni \alpha \to [\alpha ]:=s\{\alpha \}=\{\alpha \}/l\in {\mathcal {L}}}
は埋め込みであり、[α] は演算子の体におけるスカラー倍を定める。特にスカラー [1]-倍は [1] =l/l = δ だから（スカラー倍は演算子の体における乗法として実現できて）演算子の体は C-可換多元体となる。紛れの恐れがなければ [α] を単に α と書く。
{\displaystyle \mathbb {C} \subset {\mathcal {C}}\subset {\mathcal {L}}.}
また、台が下に有界な局所可積分函数の空間 L1
loc(−∞,∞) を基にしても、その商体として同じ体 {\displaystyle {\mathcal {L}}} が得られる。代数 {\displaystyle {\mathcal {C}}} の元を負の部分では 0 となるものとして延長すれば、各函数は L1
loc(−∞,∞) に入る。
商体がもとの代数を含む（最小の）体となることで、演算子の体による畳み込み代数への作用を、商体における積を考えることによって定められるかを問題にすることができる。
{\displaystyle {\mathcal {L}}\curvearrowright {\mathcal {C}}\colon {\mathcal {L}}\times {\mathcal {C}}\to {\mathcal {C}}(\subset {\mathcal {L}});\;(\varphi ,f)\mapsto \varphi f.}
特に、φ = li ∗ sj（i, j は自然数）に対する結果が確定するならば、微分積分学を展開するのにはさし当たって十分である。このような意味で、単位元 δ はディラックのデルタ函数を実現したものと理解される。

## いくつかの基本的な関係式
ヘヴィサイドの演算子法はラプラス変換を用いて部分的に正当化することができるが、
{\displaystyle \lim _{\beta \to \infty }\int _{0}^{\beta }e^{-\lambda s}f(\lambda )d\lambda \quad (f\in {\mathcal {C}})}
は演算子の極限の意味で常に存在するから、通常の意味でのラプラス変換をもつ f のラプラス変換によって正当化することのできる演算子法の関係式は、ミクシンスキーの方法によってもそのまま正当化できる。例えば、
積分演算子 l{\displaystyle lf=\left\{\int _{0}^{x}f(\xi )d\xi \right\}.}
{\displaystyle l^{n}=\left\{{\frac {x^{n-1}}{(n-1)!}}\right\}.}
微分演算子 s可微分な f に対して {\displaystyle sf=f'+[f(0)].}
{\displaystyle s^{n}f=f^{(n)}+[f^{(n-1)}(0)]+[sf^{(n-2)}(0)]+\cdots +[s^{n-1}f(0)].}
{\displaystyle s\left\{e^{\alpha x}\right\}=[\alpha ]\left\{e^{\alpha x}\right\}+[1],(\alpha \in \mathbb {C} ).}
{\displaystyle s\left\{x^{n}\right\}=[n]\left\{x^{n-1}\right\}.}
{\displaystyle {\frac {1}{(s-[\alpha ])^{n}}}=\left\{{\frac {x^{n-1}e^{\alpha x}}{(n-1)!}}\right\}.}